# Fang Yan (Schiedsrichterin)
Fang Yan (* 15. September 1979) ist eine ehemalige chinesische Fußballschiedsrichterassistentin.
Von 2010 bis 2023 stand sie auf der Liste der FIFA-Schiedsrichter und leitete internationale Fußballpartien. Sie war langjährige Schiedsrichterassistentin von Qin Liang.
Fang Yan war unter anderem Schiedsrichterassistentin bei der Weltmeisterschaft 2015 in Kanada und bei der Weltmeisterschaft 2019 in Frankreich (jeweils als Assistentin von Qin Liang) sowie bei der U-20-Weltmeisterschaft 2012 in Japan, bei der U-20-Weltmeisterschaft 2014 in Kanada, bei der U-20-Weltmeisterschaft 2016 in Papua-Neuguinea, bei der U-20-Weltmeisterschaft 2018 in Frankreich und bei der U-17-Weltmeisterschaft 2022 in Indien.